# Facultad de Letras (Universidad de Murcia)
La Facultad de Letras es un centro de la Universidad de Murcia fundado en 1915. 

## Historia

### Filosofía y Letras
La Facultad de Letras de la Universidad de Murcia comenzó su labor académica en el año 1915, comenzando en el curso 1915-16, siendo por entonces la Facultad de Filosofía y Letras.
La Real Orden de 23 de marzo de 1915 por la que se crea la Universidad de Murcia, especifica que los estudios de Filosofía y Letras comenzarán ese mismo año con su curso preparatorio. En 1917 es nombrado decano Pedro Font Puig (1917-1923).

### Facultad de Letras
En 1980 Filosofía y Letras se separan, constituyéndose la Facultad de Letras en sí misma como institución autónoma y conservando las instalaciones del campus de la Merced.
Se impartieron a partir de entonces las siguientes licenciaturas: 
- Licenciado en Filología Inglesa
- Licenciado en Filología Francesa
- Licenciado en Filología Clásica
- Licenciado en Filología Hispánica
- Licenciado en Historia
- Licenciado en Historia del Arte
- Licenciado en Geografía

### Incorporación de la licenciatura de Traducción e Interpretación
En el año 2004 fue homologado por el Consejo de Coordinación Universitaria del Ministerio de Educación y Ciencia el nuevo título de Licenciado en Traducción e Interpretación y su implantación fue efectiva desde el curso académico 2005-06.

## Sedes
Las clases del preparatorio de Filosofía y Letras comienzan en 1915 en el antiguo Instituto de Segunda Enseñanza, actualmente Francisco Cascales, sito en la Glorieta. El Colegio del Carmen es reformado y ampliado para acoger las clases de la recién creada Universidad y allí permanecerá entre 1920 y 1934. En 1935 se produce la compra del Colegio de la Merced a los Hermanos Maristas y aquí queda instalada la Universidad. Ya en 1968 se inaugura el edificio de la Facultad de Filosofía y Letras, anejo en el complejo de la Merced, en la actualidad Facultad de Letras.

## Decanos
- D. Francisco López Bermúdez (1980-1984)
- D. Manuel Muñoz Cortés (1984-1985)
- D. Estanislao Ramón Trives (1985-1988)
- D. Fernando Carmona Fernández (1988-1990)
- D. Francisco Javier Guillamón Álvarez (1990-1994)
- D. José María Pozuelo Yvancos (1994-1997)
- Dª. Concepción Palacios Bernal (1997-2001)
- D. José María Jiménez Cano (2001-2014)
- D. Pascual Cantos Gómez (2014-2021)
- D. José Antonio Molina Gómez (2021- )

## Estudios
En la Facultad de Letras de la Universidad de Murcia se imparten las siguientes titulaciones:
- Licenciado en Filología Inglesa
- Licenciado en Filología Francesa
- Licenciado en Filología Clásica
- Licenciado en Filología Hispánica
- Licenciado en Historia
- Licenciado en Historia del Arte
- Licenciado en Geografía
- Licenciado en Traducción e Interpretación

Desde 2009, y debido a la implantación del grado en la Universidad de Murcia ese mismo año, se ha procedido a la extinción de todas las licenciaturas y diplomaturas. En el curso 2013/2014 se dejó de impartir clase en todos los cursos de las licenciaturas, teniendo exámenes solamente de los cuarto y quinto cursos. Las titulaciones impartidas son:
- Grado en Estudios Franceses
- Grado en Estudios Ingleses
- Grado en Filología Clásica
- Grado en Geografía y Ordenación del Territorio
- Grado en Historia
- Grado en Historia del Arte
- Grado en Lengua y Literatura Españolas
- Grado en Traducción e Interpretación (Francés)
- Grado en Traducción e Interpretación (Inglés)

## Patronazgo
El patrón del centro es San Isidoro de Sevilla, Patrón de las Letras, por lo que el 5 de abril de cada año (aunque se suele anteponer y celebrarse el día después de San José) no hay docencia y tienen lugar varias actividades lúdicas entre alumnos y profesores.
- Datos: Q5402195